# Selfocracy
Selfocracy — дебютный студийный альбом бельгийского певца, участника Евровидения в 2015 году Лоика Нотте, релиз которого состоялся 31 марта 2017 года. Альбом достиг первой строчки в чартах Бельгии. Он включает в себя сингл «Million Eyes». Альбом был спродюсирован Лоиком Нотте, Alexandre Germys, Luuk Cox, soFLY, Nius, Oddefellow и ICO.

## Об альбоме

### Вдохновение
Нотте много раз говорил, что вдохновением для написания песен ему послужили фильмы, среди которых:
- «Mirror» — «Белоснежка и охотник»
- «Hungry Heart» и «Team8» — «Голодные игры» (на одном из своих концертов про «Hungry Heart» он сказал, что на написание этой песни его также вдохновил фильм «Белоснежка и Охотник»)
- «Wolves» — «Красавица и Чудовище»
- «Million Eyes» — «Подмена»
- «Dirty» — «Женщина в Чёрном»
- «Mud Blood» — фотография певицы Лорд.[1]

## Синглы
«Million Eyes» был выпущен 27 октября 2016 года, достиг второй строчки в чартах Бельгии и Франции. Вторым синглом стала песня «Mud Blood», выпущенная 24 февраля 2017 года.

## Список композиций
| №   | Название                   | Автор(ы)                                                                                                   | Продюсер(ы)                                         | Длительность |
| --- | -------------------------- | --- | --------------------------------------------------- | ------------ |
| 1.  | «Selfocracy»               | Лоик Нотте                                                                                                 | Лоик Нотте                                          | 3:06         |
| 2.  | «Mud Blood»                | Нотте Alexandre Germys Amy Morrey                                                                          | Alexandre Germys                                    | 3:04         |
| 3.  | «Team8»                    | Нотте Luuk Cox Amy Morrey                                                                                  | Luuk Cox                                            | 3:23         |
| 4.  | «Dirty» (feat. Lil Trip)   | Нотте SoFly and Nius Pierre-Antoine Melki SoFly and Nius Raphaël Judrin Yoan Chirescu Morrey Yannis Borrey | SoFly and Nius soFLY SoFly and Nius Nius Oddefellow | 3:40         |
| 5.  | «Million Eyes»             | Нотте Cox Morrey                                                                                           | Cox                                                 | 4:13         |
| 6.  | «Whisperers»               | Нотте Morrey                                                                                               | Germys                                              | 3:05         |
| 7.  | «Poison» (feat. Shogun)    | Нотте Germys Allan François Morrey Shogun                                                                  | Germys                                              | 6:39         |
| 8.  | «Cure»                     | Нотте Morrey                                                                                               | Germys                                              | 4:13         |
| 9.  | «Wolves» (feat. Raphaella) | Нотте Morrey Salim Elakkari                                                                                | ICO                                                 | 3:18         |
| 10. | «Hungry Heart»             | Нотте Germys Morrey                                                                                        | Germys                                              | 3:12         |
| 11. | «Peculiar and Beautiful»   | Нотте | Нотте                                               | 2:00         |
| 12. | «Mirror»                   | Нотте Morrey                                                                                               | Germys                                              | 5:08         |

## Чарты

### Недельные чарты
| Чарт (2017)                     | Высшая позиция |
| ------------------------------- | -------------- |
| Бельгия/Фландрия (Ultratop)     | 3              |
| Бельгия/Валлония (Ultratop)     | 1              |
| Франция (SNEP)                  | 8              |
| Швейцария (Schweizer Hitparade) | 20             |

### Сертификация
- Бельгия — золото / платина[6]

## Хронология выпуска
| Регион  | Дата          | Формат               | Лейбл                    |
| ------- | ------------- | -------------------- | ------------------------ |
| Бельгия | 31 марта 2017 | Цифровая загрузка CD | Sony Music Entertainment |

## Отзывы критиков
- Обозреватель портала «Celeb MIX» Джонатан Каррин называет альбом «удивительным», особенно отмечая открывающую диск песню. Он также называет диск «абсолютно невероятным» и сравнивает его с альбомом Эда Ширана «÷ (Divide)». Каждую песню на диске Каррин называет «законченной и впечатляющей», а также говорит об универсальности исполнителя и разнообразии его таланта исполнителя.[8]
- Портал «A bit of pop music» называет дебютный диск Нотте «амбициозным», а также пишут, что его «дебютный альбом возводит его сразу в ранг звёзд [музыки]».[9]
- Портал «Star Bazaar» более сдержан в оценках, однако отмечает, что альбом «стоит послушать хотя бы ради таких мощных песен как „Million Eyes“, „Poison“, „Cure“ и „Wolves“». Портал пишет, что этот альбом — «первый уверенный шаг на тернистом пути талантливого артиста».[10]